# أحماض دهنية متعددة غير مشبعة

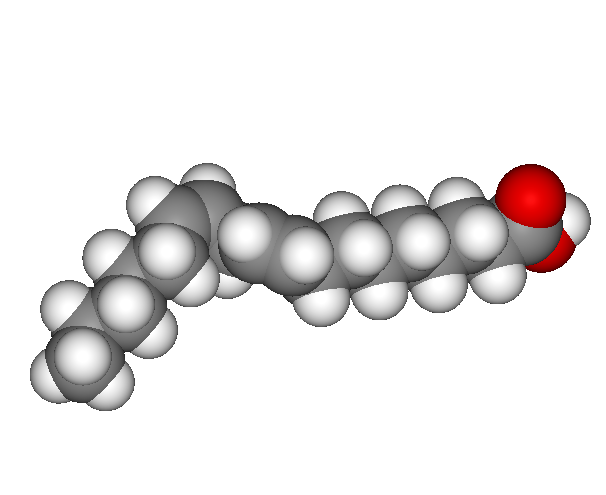

الأحماض الدهنية المتعددة غير المشبعة هي أحماض تحتوى على أكثر من رابطة مزدوجة في عمودها الفقري. تشمل هذه الفئة العديد من المركبات الهامة مثل الأحماض الدهنية الأساسية وتلك التي تعطى للزيوت المجففة مميزاتها.
ويمكن تصنيفها لمجموعات مختلفة عبر بنيتها الكيميائية:
مجموعة ميثيلين البوليين المتقطع ومجموعة لأحماض الدهنية المقترنة وأيضا مجموعة أحماض دهنية متعددة غير المشبعة وغيرها.
لها مجموعة من الوظائف والاثار البيولوجية مثل:
التأثير البيولوجى ل أوميغا 3 وأوميغا 6 والتي تتم بواسطة حد كبير من خلال تفاعلاتهم المتبادلة.
انظر للأحماض الدهنية الأساسية للتفاصيل.